# Amiserica nanensis
Amiserica nanensis är en skalbaggsart som beskrevs av Ahrens 2003. Amiserica nanensis ingår i släktet Amiserica och familjen Melolonthidae. Inga underarter finns listade i Catalogue of Life.